# Le Louverot
Le Louverot é uma comuna francesa na região administrativa de Borgonha-Franco-Condado, no departamento de Jura. Estende-se por uma área de 1,74 km². Em 2010 a comuna tinha 226 habitantes (densidade: 129,9 hab./km²).